# Wojciech Markiewicz
Wojciech Tadeusz Markiewicz – polski profesor nauk chemicznych, dyrektor Instytutu Chemii Bioorganicznej Polskiej Akademii Nauk w latach 2003–2011.

## Życiorys
Pod koniec lat 70. XX w. opracował grupę tetraizopropylodisiloksano-1,3-diylową (TIPDS) jako dwufunkcyjną, selektywną  grupę blokującą równocześnie funkcje 3'-OH i 5'-OH rybonukleozydów. Współcześnie znana jest ona jako „grupa ochronna Markiewicza”.
W 1992 r. nadano mu tytuł profesora nauk chemicznych. W latach 2003–2011 pełnił funkcję dyrektora ICHB PAN, w którym kierował też Zakładem Biologii Chemicznej. Był członkiem Komitetu Chemii Polskiej Akademii Nauk.

## Odznaczenia i wyróżnienia
Odznaczony Krzyżem Kawalerskim (2000) i Krzyżem Oficerskim (2013) Orderu Odrodzenia Polski.